# Prelože
Prelože – wieś w Słowenii, w gminie Ilirska Bistrica. W 2018 roku liczyła 63 mieszkańców.